# Berchem-Sainte-Agathe
Berchem-Sainte-Agathe (niderl. Sint-Agatha-Berchem) – gmina w Belgii, jedna z 19 w dwujęzycznym Regionie Stołecznym Brukseli, w Okręgu Stołecznym Brukseli. 1 stycznia 2023 liczyła 25 396 mieszkańców.

## Osoby

### urodzone w gminie
- Jean-Claude Van Damme, aktora kina akcji

## Burmistrzowie

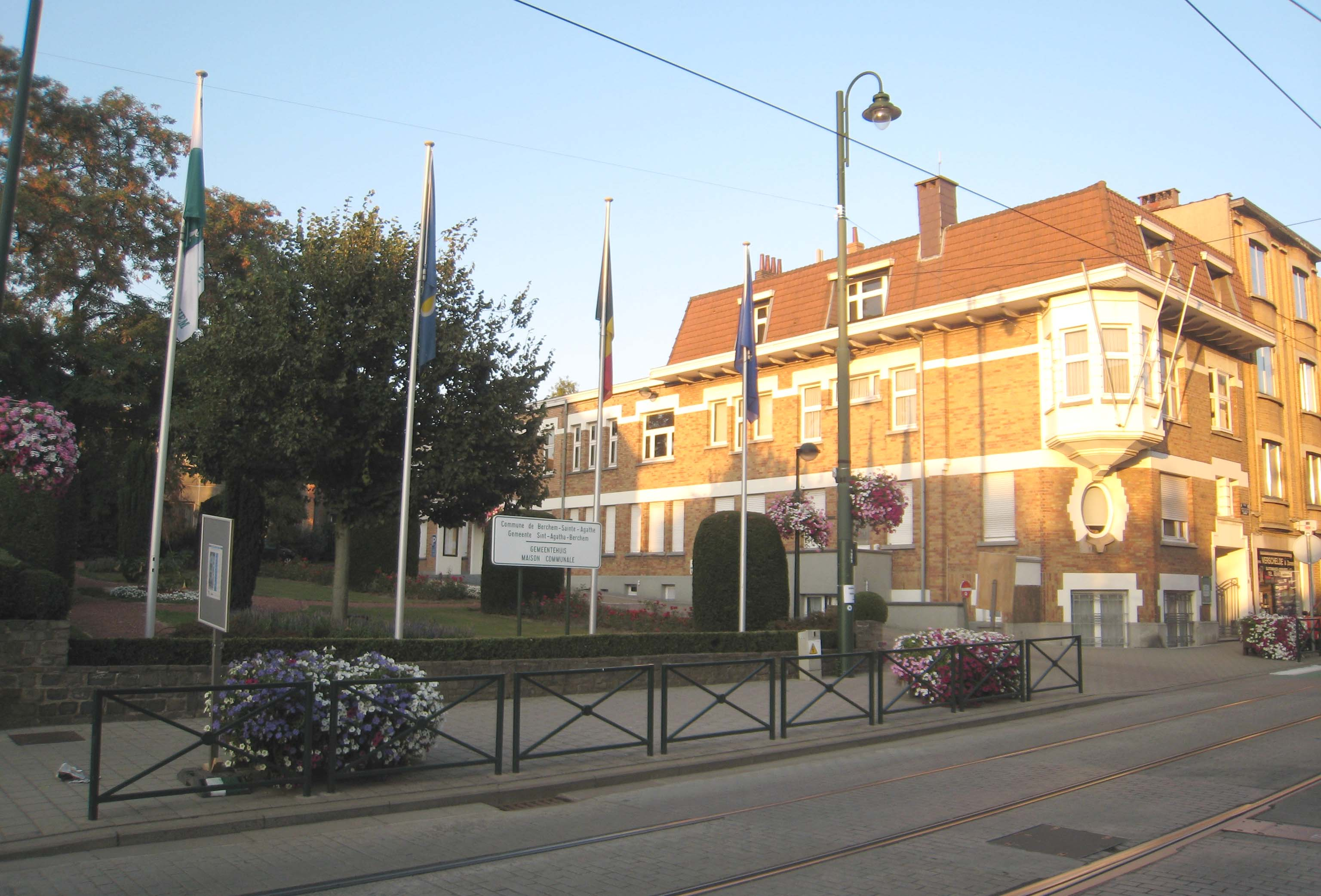
Berchem-Sainte-Agathe

| Lata       | Imię i nazwisko     |
| ---------- | ------------------- |
| 2020-nadal | Christian Lamouline |
| 2003-2020  | Joel Riguelle       |
| 1994-2003  | Julien Gooskens     |
| 1965-1994  | Guns Victor         |

## Współpraca
Miejscowość partnerska:
- Dakar, Senegal